# Hans Berglund
Hans Berglund   (Estocolm, 24 de febrer de 1918 - Estocolm, 17 de setembre de 2006) fou un piragüista suec que va competir durant les dècades de 1930 i 1940.
El 1948 va prendre part en els Jocs Olímpics d'Estiu de Londres on, formant parella amb Lennart Klingström, va guanyar la medalla d'or en el K-2 1.000 metres del programa de piragüisme.
En el seu palmarès també destaquen una medalla d'or i una de plata al Campionat del Món de piragüisme en aigües tranquil·les de 1948 i 1938 respectivament.
Després de retirar-se de les competicions va exercir com a tècnic de la Federació Internacional de Piragüisme als Jocs Olímpics de 1956 i 1964. Fou el pare del també piragüista Bo Berglund.